# Polonia-Piedmont-Gletscher
Der Polonia-Piedmont-Gletscher (polnisch Lodowiec Polonia) ist ein halbkreisförmiger Vorlandgletscher an der Südküste von King George Island im Archipel der Südlichen Shetlandinseln. Er liegt zwischen dem Lions Rump und dem Turret Point am Kopfende der King George Bay.
Teilnehmer einer polnischen Antarktisexpedition (1979–1980) benannten den Gletscher nach ihrem Heimatland Polen.